# Identificador de chamadas
Identificador de chamadas é um serviço telefônico que permite ao assinante chamado identificar o número do terminal originador da chamada.

## Histórico
O primeiro identificador de chamadas conhecido no mundo foi inventado na Grécia por George "Ted" Paraskevakos, em 1968. Seu trabalho elaborado em Atenas, Grécia, é considerado hoje a principal base da tecnologia moderna de identificadores de chamada. A solução proposta em suas patentes consistia num aparelho que identificava o número do chamador, codificava-o e o enviava (através da linha telefônica) ao chamado. 

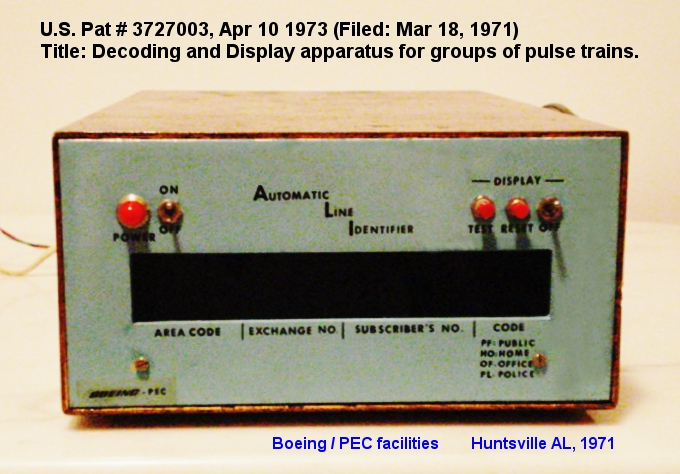
O primeiro identificador de chamadas criado por Paraskevakos

Alguns anos depois, em Maio de 1976, Kazuo Hashimoto, um inventor japonês detentor de mais de 1000 patentes ao redor do mundo, construiu o primeiro protótipo de uma tela de um identificador de chamadas que poderia receber informações de um chamador. O Museu Nacional de História Americana recebeu os primeiros protótipos da invenção nos anos 2000. Originalmente depositada em 8 de Maio de 1976, a patente americana U.S. 4,242,539 foi licenciada para as maiores empresas de telecomunicações do mundo.

## No Brasil
O primeiro registro que o Instituto Nacional da Propriedade Industrial (INPI) tem de pedido de patente de identificador de chamadas foi desenvolvido por João da Cunha Doya e Carlam Bezerra Salles. À época, o dispositivo inventado tinha o apelido de "Pega trote". Trata-se de um equipamento que fica acoplado à central telefônica para identificar, codificar e transmitir o número do indivíduo que está ligando e de uma unidade receptora que detecta o sinal, decodifica, memoriza e transmite para uma tela. O pedido de patente foi depositado em 2 de Maio de 1980 e a carta patente expedida em 30 de Julho de 1985 (PI8003077). Uma busca rápida no site da autarquia pelo número da patente identifica a concessão.
O termo BINA é um acrônimo da frase "B Identifica Número de A", utilizando referências técnicas de telecomunicações, onde "A" é o terminal originador da chamada, e "B", o número do terminal de destino, inovando ao permitir se conhecer o número da extremidade originante ("A"), visto que o número destino ("B") já é conhecido, ou seja, o próprio número chamado.
Em 2 de Outubro de 1981, foi depositado junto ao INPI o pedido de patente PI8106464. A carta-patente referente foi expedida em 30 de Dezembro de 1986 e também se refere a um identificador de chamadas. Os inventores são José Daniel Martin Catoira e Afonso Feijó da Costa Ribeiro Neto. Uma busca rápida no site da autarquia pelo número da patente identifica a concessão.
Em 7 de Julho de 1992, Nélio José Nicolai depositou o pedido de número PI9202624-9. Em 30 de Setembro de 1997 a carta-patente foi expedida. Esta patente, no entanto, é alvo de disputas judiciais e está com seus efeitos suspensos desde 2003 por força de uma medida liminar concedida pela Justiça Federal do Rio de Janeiro, que vem sendo mantida, desde então, pelo Tribunal Regional Federal da 2ª Região.